# Associació de Futbol de Lesotho
L'Associació de Futbol de Lesotho (anglès: Lesotho Football Association; LFA) és la institució que regeix el futbol a Lesotho. Agrupa tots els clubs de futbol del país i es fa càrrec de l'organització de la Lliga de Lesotho de futbol i la Copa. També és titular de la Selecció de futbol de Lesotho absoluta i les de les altres categories.
Va ser fundada el 1932.
- Afiliació a la FIFA: 1964
- Afiliació a la CAF: 1963[3]